# Saúl Rivero
Saúl Lorenzo Rivero Rocha (Montevideo, 1954. július 23. – 2022. július 2.) válogatott uruguayi labdarúgó, középpályás, edző.

## Pályafutása

### Klubcsapatban
1971 és 1975 között a montevideói Liverpool FC, 1975 és 1980 között a mexikói Atlético Español labdarúgója volt. Közben 1977-ben egy rövid ideig a Peñarol csapatában szerepelt, ahova 1981–82-ben visszatért. 1983-ban a montevideói River Plate, 1984–85-ben ismét a Liverpool játékosa volt. Az aktív labdarúgást 1986-ban az ausztrál Wollongong Wolves csapatában fejezte be. A Peñarollal két uruguayi bajnoki címet szerzett. 1982-ben tagja volt a Copa Libertadores és az Interkontinentális kupa-győztes csapatnak.

### A válogatottban
1972 és 1974 között kilenc alkalommal szerepelt az uruguayi válogatottban. Tagja volt az 1975-ös Copa Américán bronzérmes csapatnak.

### Edzőként
1988 és 2014 között edzőként tevékenykedett. 1988-ban Nacional másodedzőjeként kezdte edzői pályafutását. 1989-ben a Progresso csapatával uruguayi bajnokságot nyert. A FAS együttesével kettő, az Águilával egy salvadori bajnoki címet szerzett. Uruguay-on kívül dolgozott bolíviai, salvadori és guatemalai csapatoknál is.

## Sikerei, díjai

### Játékosként
Uruguay
- Copa América
  - bronzérmes: 1975

 Peñarol
- Uruguayi bajnokság
  - bajnok (2): 1981, 1982
- Copa Libertadores
  - győztes: 1982
- Interkontinentális kupa
  - győztes: 1982

### Edzőként
Progresso
- Uruguayi bajnokság
  - bajnok: 1989

 FAS
- Salvadori bajnokság
  - bajnok (2): 1994–95, 1995–96

 Águila
- Salvadori bajnokság
  - bajnok: 2001, Clausura